# 巴人
巴人，古代人群，居住在今中國重慶、湖南西北及湖北西南一帶，春秋時曾建立巴國，後被秦國與楚國併吞。部份巴人成為漢族先祖之一，另一部份巴人成为土家族先祖之一。

## 歷史
據《山海經》記載，巴人為大皞的後代，始祖為後照。